# Brachymastix
Brachymastix é um gênero de traça pertencente à família Arctiidae.